# تصلب شرايين لمونكبرغ
تصلب الشرايين بحسب مونكبرغ أو تصلب مونكبرغ هو شكلٌ من أشكال تصلب الشرايين أو تصلب الأوعية الدموية، توجد فيه رواسب الكالسيوم في الطبقة الوسطى العضلية من جدران الشرايين (الغلالة الوسطانية)، إذ يشكل مثالًا على التكلس الحثلي. تحدث هذه الحالة نتيجة عملية تنكسية مرتبطة بالعمر، وقد يظهر المرض كحالة مرضية أيضًا في سياق الإصابة بالورم الأصفر الكاذب المرن أو التكلس الشرياني مجهول السبب عند الرضع. إن مسببات هذه الحالة وأهميتها السريرية غير مفهومة جيدًا وعلاقتها بتصلب الشرايين والأشكال الأخرى من تكلس الأوعية الدموية موضوع خلاف. سُمي تصلب الشرايين لمونكبرغ على اسم يوهان جورج مونكبرغ، الذي وصفه لأول مرة في عام 1903.

## العلامات والأعراض
لا يبدي عادة تصلب الشرايين لمونكبرغ أي أعراض ما لم يترافق مع التصلب العصيدي أو التأق التكلسي أو بعض الأمراض الأخرى. على أي حال، تتسم حالات كثيرة من تصلب الشرايين لمونكبرغ بالتشخيص السيئ، الذي قد يُعزى إلى حدوث تكلس الأوعية الدموية، ما يزيد التيبس الشرياني ويرفع الضغط النبضي، ومن ثم يحدث تلف مفرط في القلب والكلى.

## السبب
يشيع ظهور التكلس بدرجة بسيطة في القلب والأوعية الدموية عند كبار السن، علمًا أن بعض الأمراض تزيد انتشار تكلس الأوعية الدموية (انظر قسم علم الأوبئة). ينتج تكلس الأوعية الدموية عن ترسب بلورات فوسفات الكالسيوم (هيدروكسي آباتيت) نتيجة اضطراب تنظيم فوسفات الكالسيوم في الأوعية الدموية. يُفرَز الهيدروكسي آباتيت في حويصلات تنبثق من خلايا العضلات الملساء الوعائية أو الخلايا الحوطية في جدار الشرايين. إن آلية تكلس الأوعية الدموية غير مفهومة تمامًا، لكنها تنطوي ربما على حدوث تغير في النمط الظاهري في خلايا العضلات الملساء الوعائية في الجدار بالتزامن مع تنشيط برامج تكوّن العظام. يوجد عدد من منظِمات التكلس المرتبطة بهذه العملية، مثل الأوستيوبونتين والأوستيوبروتجيرين وبروتين جي إل إيه المطرسي والفتوين-إيه ومنشط مستقبلات العامل النووي المعزز لسلسلة كابا الخفيفة في الخلايا البائية النشطة ومنشط مستقبلات ربيطة هذا العامل وعامل نخر الورم (تي إن إف) المرتبط بموت الخلايا المبرمج الذي يحفز بروتين الربيطة.
لم يتضح بعد ما إذا كان تصلب الشرايين لمونكبرغ مرضًا مستقلًا أو جزءًا من طيف تكلسات الأوعية الدموية التي تشمل التصلب العصيدي، والتكلس في الطبقة الداخلية لجدار الشريان (الغلالة الباطنة)، وتكلس الصفيحة المرنة الداخلية، وتكلس الصمامات القلبية، وتكلس الأنسجة الرخوة المنتشر. أثيرت الشكوك حول هوية تصلب الشرايين لمونكبرغ، واقترح أنه جزء من سلسلة متصلة من مرض التصلب العصيدي: تحتوي غالبية لويحات التصلب العصيدي على بعض رواسب الكالسيوم، وتكلس الصفيحة المرنة الداخلية شائع في العينات المرضية لتصلب الشرايين لمونكبرغ. على أي حال، تشير الدراسات التي أجريت على الحيوانات إلى أن النمط الإنسي السائد لتكلس الأوعية الدموية يعكس الآليات الأساسية المختلفة للمرض، ورغم إصابة الصفيحة المرنة الداخلية، فإن دليل الالتهاب نادر في تصلب الشرايين لمونكبرغ.